# Parque nacional Corcovado (Costa Rica)
El Parque Nacional Corcovado se encuentra en la Península de Osa al suroeste de Costa Rica, y es parte del Área de Conservación Osa. Fue creado el 24 de octubre de 1975, y comprende una superficie de 42560 hectáreas terrestres y 3354 hectáreas marinas. Es considerado una pieza muy importante en el amplio sistema de parques nacionales y reservas biológicas del país. La diversidad biológica es sorprendente. National Geographic lo ha definido como el lugar más intenso del mundo, biológicamente hablando, en términos de biodiversidad y se estima que ningún lugar en el mundo (que posea una extensión similar) albergue una mayor diversidad biológica.

## Descripción

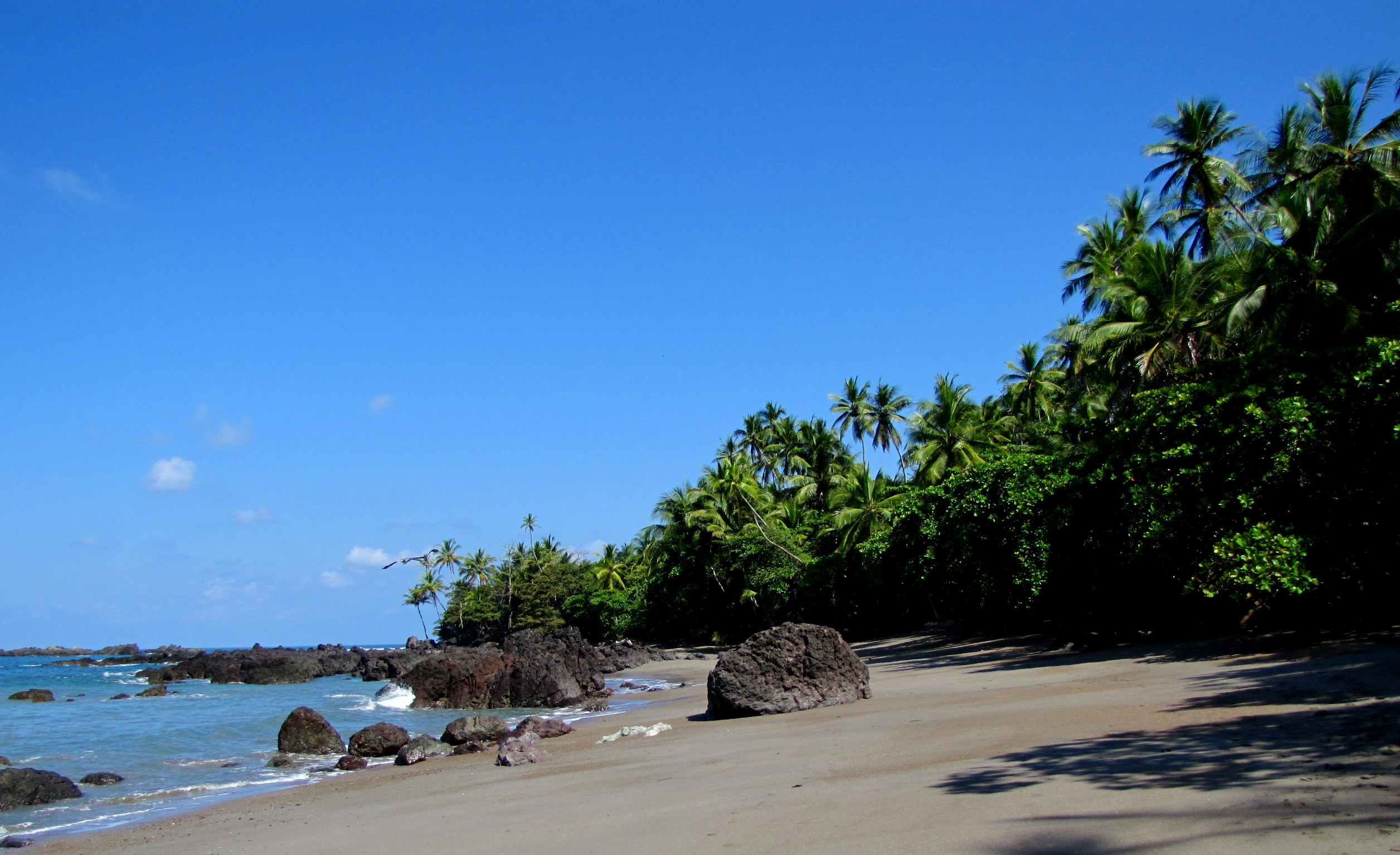
Parque Nacional Corcovado

Según el sistema de clasificación de zonas de vida de Leslie Holdridge, la zona de vida en la que se encuentra el parque está formada por un bosque muy húmedo tropical, uno de los escasos bosques de este tipo que aún permanece virgen en el Pacífico americano. Y en la zona más alta, parte de otro ecosistema similar, un bosque tropical húmedo; el único que queda en todo el Pacífico Mesoamericano. Ambos ecosistemas se caracterizan por precipitaciones altas: entre 1800 a 4000 mm en el bosque húmedo y de 4000 a +6000 mm en el muy húmedo (media anual) El conjunto de características de Corcovado: ubicación —como el resto del país, se ubica en un corredor biológico—, topografía, clima, peculiaridad del suelo, han dado lugar a diferentes hábitats terrestres como el bosque de montaña, bosque nuboso, bosque de llanura, bosque pantanoso,  yolillal, pantano herbáceo, manglar; así como acuáticos, tanto marinos como de agua dulce. Todo ello hace posible la gran diversidad de especies biológicas que posee.

## Flora y fauna
La vegetación se dispone en hasta cinco estratos con predominio de especies perennifolias, además de diversas especies de palmeras en el sotobosque. El dosel superior lo forman árboles que pueden superar los 50 m de altura. Entre las especies que crecen en estos bosques húmedos se encuentran:
Cordia alliodora (laurel), Carapa guianensis (caobilla), Terminalia amazonia (roble coral), Virola koschnyi (fruta dorada), Brosimum alicastrum (ojoche), Calophyllum brasiliensis (cedro maría), Vochysia ferruginea  (botarrama), Ceiba pentandra (Ceiba), Vochysya guatemalensis (chancho, cebo), Dipteryx panamensis (almendro), Hieronyma alchorneoides (pilón), Hura crepitans (jabillo), Pentaclethra macroloba (javilán). 
En el parque habitan alrededor de 500 especies arbóreas, la cuarta parte de las existentes en todo el país. Entre ellas algunas endémicas y otras en peligro de extinción.

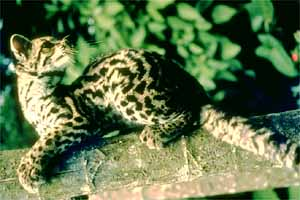
Un tigrillo en Corcovado.

Las altas precipitaciones anuales también dan lugar a una gran cantidad de cursos de agua (como los ríos Río Sirena, Llorona, Molina, Madrigal) y zonas lacustres.
En esta diversidad de hábitats se desarrolla también la fauna del parque. Existen 367 especies de aves —algunas endémicas o con distribución limitada. El águila arpía, considerada extinta en la zona desde 1989, ha sido avistada en el parque. 104 especies de mamíferos  —entre los que se encuentran felinos en peligro de extinción—, 117 de anfibios y reptiles y 40 de peces de agua dulce.

### Visitando el parque

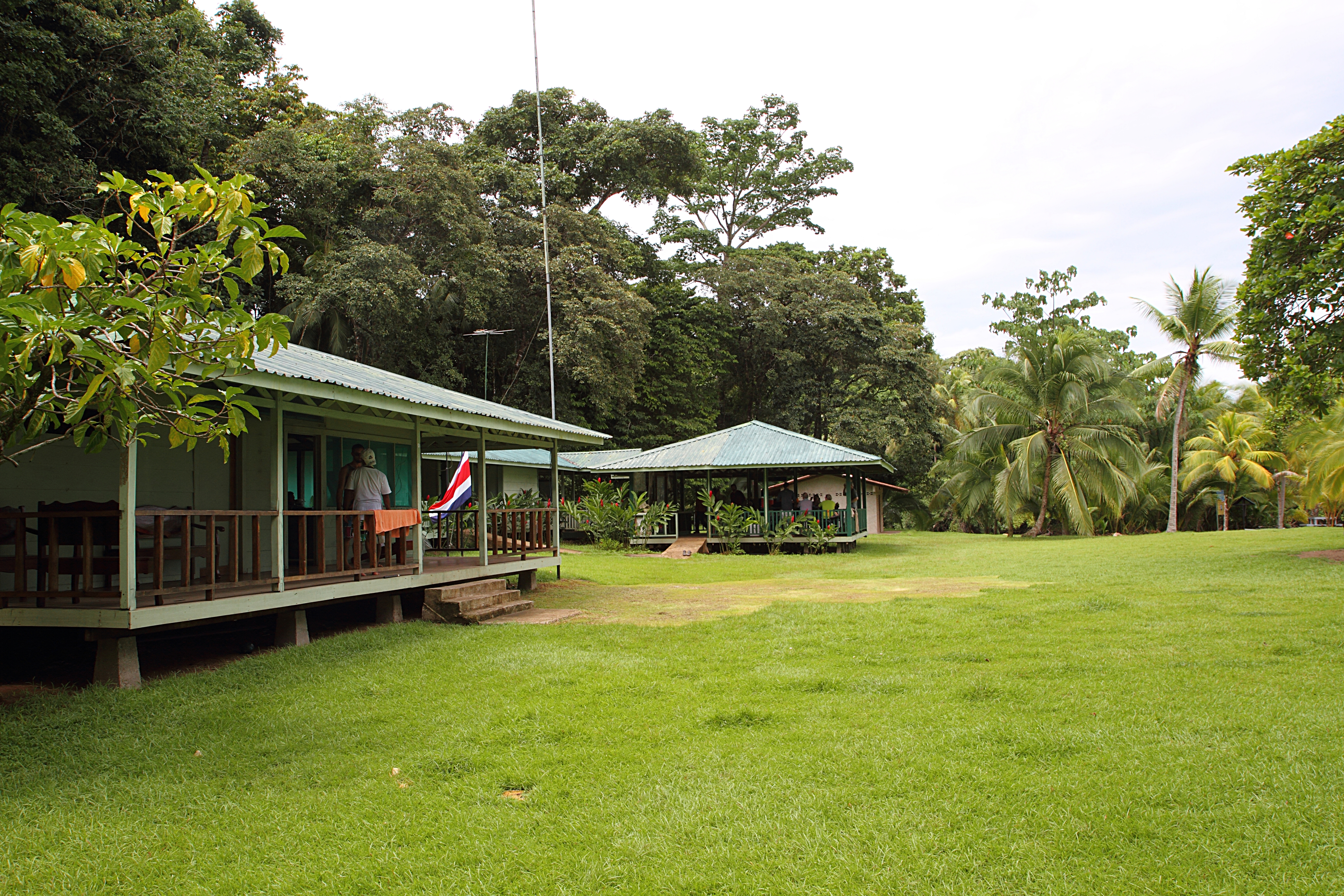
Alojamientos en San Pedrillo

El parque está abierto al público pero hay que hacer reserva. Esto se puede llevar a cabo en el Puerto Jiménez, en la costa este de la península. Algunos hoteles de la zona cuentan con reservas biológicas privadas dentro de la zona de Corcovado. Entre ellas una de 36.5 hectáreas que colinda con el Parque Nacional Corcovado.
Existen 2 senderos principales, uno que corre a lo largo de la costa, y uno al interior, y 4 estaciones de guardaparques: 3 en las entradas del parque, y 1 donde se cruzan los senderos. Uno de ellos corre de noroeste a sureste junto al océano, con la Estación Sirena aproximadamente a medio camino, desde donde sale el otro sendero hacia la Estación Los Patos, en el extremo este del parque. Actualmente solo se permite acampar en las estaciones de Sirena y San Pedrillo.
Es posible acceder al interior del parque mediante vuelos que llegan a la Estación Sirena, desde donde parten varios senderos secundarios. Para recorrer el parque se recomienda contar con una condición física adecuada, disponer de al menos dos o tres días, planificar los recorridos con anticipación y tomar las debidas precauciones.
Entre los meses de julio y noviembre, algunas secciones del parque pueden permanecer cerradas al público debido a las intensas lluvias propias de la estación.
Además, hay que tener en cuenta que en los ríos existen cocodrilos, y en marea alta incluso hay tiburones, que nadan al estuario en busca de alimento.
La mayoría de avistamientos de animales se dan en el sendero de la playa, donde se pueden observar guacamayas, cangrejo ermitaño, pelícanos pescando en el mar, mono araña, oso hormiguero, monos cariblancos (capuchinos), pájaro carpintero o coatíes.

## Amenazas

Jaguar, una especie en peligro.

El apoyo gubernamental ha disminuido drásticamente, de modo que el parque ha pasado de tener 63 guardaparques en 1999 a unos 10 en la actualidad. Estos 10 guardaparques deben patrullar y proteger un área de casi 560km². Esto provoca una gran falta de control que a su vez lleva a una masiva cacería ilegal.
Los científicos están alarmados con esta situación. Eduardo Carrillo, quien ha desarrollado estudios a largo plazo sobre jaguares y otros felinos de la península de Osa, ha advertido que estos animales están en grave peligro de extinción en la región. Aparentemente la caza ilegal de saino (Tayassu pecari) en el parque nacional ha llevado a una reducción crítica de estos animales, que constituyen la principal fuente de alimentación para los jaguares.
La disminución en las poblaciones de chanchos de monte ha provocado que los jaguares abandonen su hábitat natural y se acerquen a zonas pobladas en busca de presas más fáciles como cabras, vacas o perros. Fundación Corcovado reportó un caso reciente, unas personas de una comunidad vecina al parque mataron a dos jaguares, dejando huérfano a un cachorro que probablemente no pudo sobrevivir. Se necesita actuar con rigidez para proteger a la población de jaguares más grande de la costa pacífica de América Central, la población de jaguares en Corcovado se estima en 50 ejemplares.
Otra amenaza es la deforestación en la Reserva forestal Golfo Dulce. Esta reserva forma un corredor que une el Parque Nacional Corcovado con el Parque Nacional Piedras Blancas, asegurando que los animales que necesiten más espacio puedan desplazarse a lo largo del bosque entre ambos parques.
Recientemente y gracias a la ayuda de organizaciones como Bosque Lluvioso de los Niños de Austria o The Nature Conservancy, la Fundación Corcovado ha podido contratar 8 guardaparques de tiempo completo para patrullar y proteger la zona. La cantidad de citaciones entregadas a cazadores se ha triplicado, retando a quienes en el pasado actuaron impunemente.

### Importancia del parque

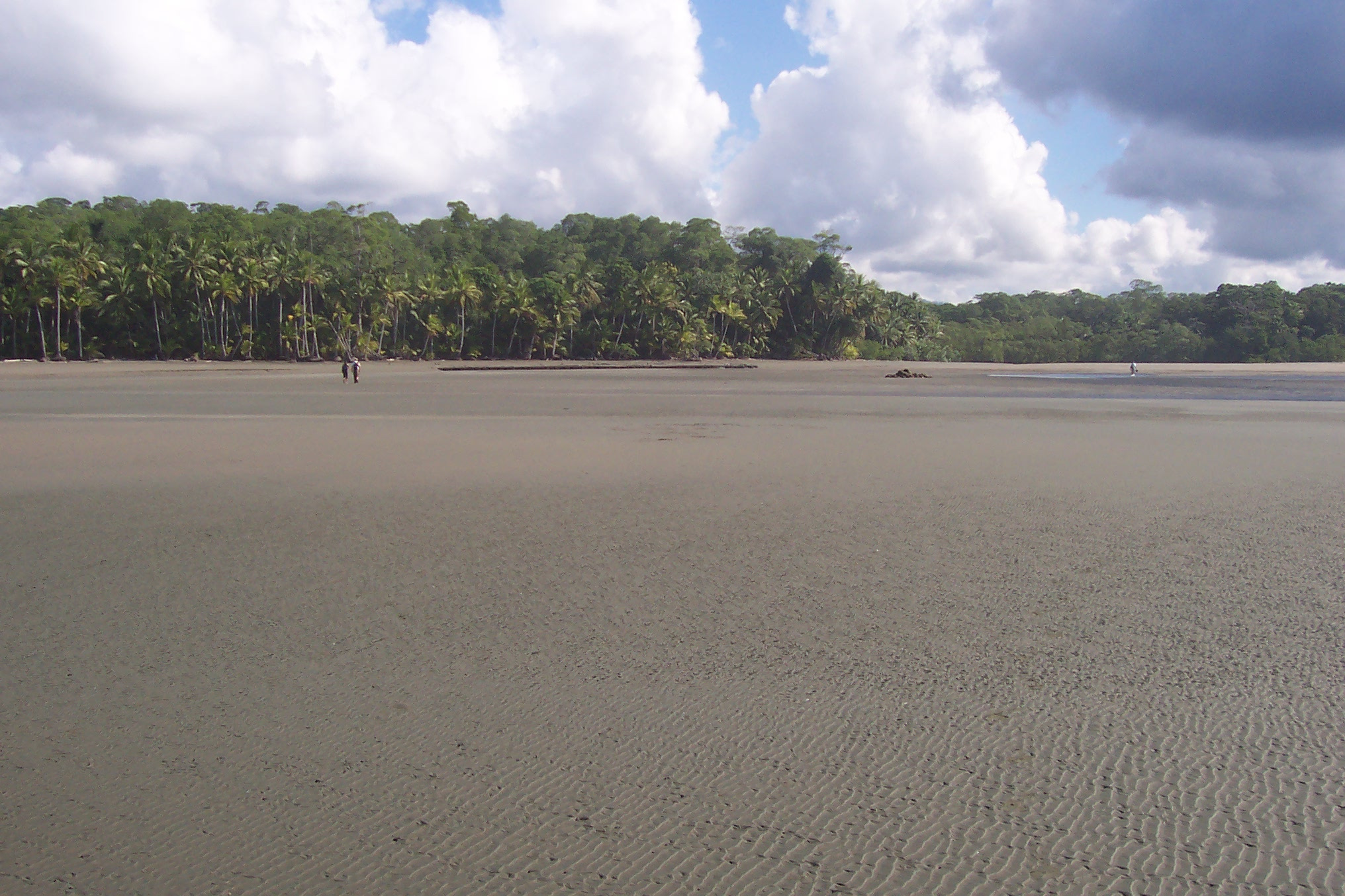
Playa Llorona

Corcovado tiene un nivel inusual de diversidad biológica que no es excedida por ningún área de similar tamaño en el planeta. El área incluye de 25 a 30 ecosistemas que hospedan a las poblaciones más grandes de especies como el jaguar, el puma, el chancho de monte y el tapir, en Costa Rica.
El parque protege una importante extensión marítima (casi 54km²) en la que se desarrolla una gran variedad de vida marina, se ha descubierto que al este del parque se da un área de crianza de ballenas jorobada que provienen tanto del hemisferio norte como del sur. El parque alberga endemismos de gran importancia, incluidos 12 especies de árboles en peligro de extinción.